# Ernst Röhm
Ernst Julius Günther Röhm (28. listopadu 1887, Mnichov – 1. července 1934, Mnichov) byl německý vojenský důstojník, velitel a spoluzakladatel polovojenských oddílů SA (Sturmabteilung, nacistických „úderných oddílů“), zvaných též „hnědé košile“, které za pomoci politického teroru dopomohly Hitlerovi k moci.

## Raná léta
Narodil se v Mnichově jako jedno ze tří dětí Julia Röhma a jeho ženy Emilie (roz. Baltheiser). Sloužil jako důstojník z povolání v bavorské armádě během první světové války. Dosáhl hodnosti nadporučíka v bavorském 13. dělostřeleckém pluku. Utrpěl několik poranění obličeje v září 1914 ve francouzském Lotrinsku, která zanechala zřetelné jizvy. Později byl povýšen do hodnosti kapitána.
Po skončení první světové války v roce 1918 se připojil k jednotkám Freikorps, které byly jednou z mnoha nelegálních polovojenských organizací vzniklých po válce v Mnichově. Tyto jednotky byly zakládány pravicově smýšlejícími důstojníky jako obrana proti pokusům komunistů o převzetí moci a jako tajná rezerva Reichswehru. V roce 1920 se stal členem NSDAP a pomáhal organizovat jednotky SA. V roce 1923 po neúspěchu Pivního puče v Mnichově, na kterém se aktivně podílel, byl odsouzen a „odseděl“ si patnáct měsíců, během kterých se stal jedním z nejbližších přátel Adolfa Hitlera. Údajně byl jediným člověkem, který směl Hitlerovi tykat.[zdroj?]
Po svém propuštění z landsberského vězení v roce 1924 spolupracoval s Hitlerem na přebudování nacistické strany, ale již během této doby se začaly projevovat zásadní názorové rozdíly mezi Hitlerem a Röhmem. V dubnu 1924 pomáhal vytvořit Frontbann – legální podobu SA, která v té době byla dočasně postavena mimo zákon. Později zasedal jako poslanec v Reichstagu za stranu Nationalsozialistische Freiheitspartei (Národně socialistická strana svobody). V roce 1925 rezignoval a odjel do Bolívie, kde sloužil jako vojenský pozorovatel. V této době se ocitl na seznamech vojáků Reichswehru určených k povýšení do hodnosti plukovníka.

## Röhmův návrat do Německa
V roce 1930 převzal vedení úderných oddílů SA osobně Hitler jako nejvyšší vůdce SA. Hitler poslal osobní žádost Röhmovi, aby se vrátil do Německa a nabízel mu funkci Stabschef veškerých jednotek SA. Röhm nabídku přijal a v roce 1931 představil SA radikálně nové ideje a obklopil se ve vedení nejbližšími přáteli, převážně z řad jeho homosexuálních přátel. Zvěsti o homosexuálních praktikách v SA pod Röhmovým vedením a Röhmovy neskrývané ambice na budoucí ovládnutí Reichswehru pomocí SA byly brzy kritizovány konzervativními vojenskými kruhy.
Hlavní funkcí jednotek SA během let, kdy se utvářela nacistická strana, bylo vytváření politického teroru. Byly to vlastně politicko-vojenské jednotky, které měly za úkol ochraňovat shromáždění NSDAP a zároveň terorizovat ostatní konkurenční politické strany a hnutí, především komunisty. SA pomocí mnoha vražd politických odpůrců a pouličních násilností dopomohly NSDAP k nejsilnější pozici v Mnichově a později v celém Německu. SA vyvolávaly neustále neklid a pouliční násilí a pak se stavěly do role ochránců veřejného pořádku.

## Pád
Po uchopení moci nacisty v roce 1933 věřil Röhm stále v socialistickou revoluci (ostatně socialismus měli nacisté v názvu strany) vedenou nacisty, která znárodní velké kartely, zisky firem bude dělit mezi nezaměstnané a zruší tzv. úrokové otroctví. To se však nelíbilo bohatým průmyslovým a obchodním kruhům, které Hitlera a jeho stranu finančně podporovaly, aby je uchránil právě před takovým nebezpečím. Röhm veřejně mluvil o dokončení socialistické revoluce, ve kterou stále věřil.
Hitler, který využíval SA k tomu, aby se sám dostal k moci, si uvědomoval nebezpečí odlivu bohatých příznivců i voličů strany. Členové úderných jednotek se rekrutovali z řad vykořeněných jedinců dělnické třídy a nemajetných lidí, kteří byli smýšlením antikapitalisté. Věřili, že to oni udělají socialistickou revoluci. To však Hitler nemínil dopustit. Jeho moc stále závisela na podpoře tradičně vlivných vojenských kruhů, které byly nacionalistické a silně pravicové. Ty popuzoval Röhm nejen svým levicovým smýšlením, ale zároveň snahou vytvořit z SA základ budoucí revoluční armády, která do sebe pojme Reichswehr. Představa, že násilnické a neukázněné pouliční bojůvky SA získají v armádě převahu, byla noční můrou každého německého důstojníka – šlo o přímé ohrožení zájmů tradičních pruských vojenských kruhů. Ve skutečnosti v těchto kruzích převládal názor, že po smrti říšského prezidenta Hindenburga (jehož zdravotní stav se v roce 1934 zhoršoval a bylo jasné, že brzy umře) je třeba obnovit monarchistické zřízení pod vládou korunního prince Viléma, syna císaře Viléma II. K tomu chtěli přechodně využít i Hitlera.
Dne 11. dubna 1934, u příležitosti jarního cvičení námořnictva ve východním Prusku, se Hitler setkal na palubě bitevní lodi Deutschland s ministrem obrany Wernerem von Blombergem a velitelem námořnictva admirálem Erichem Raederem. Zde se dohodl na podpoře Reichswehru při své kandidatuře na prezidenta výměnou za zredukování SA, potlačení Röhmových ambicí a zachování nezávislosti armády. Podle Shirera nabídl Hitler vojenským představitelům za podporu své kandidatury zvětšení a znovuvyzbrojení vojsk.
Svým voláním po „druhé revoluci“ (tentokrát proti konzervativním složkám uvnitř strany) způsoboval rozkol uvnitř NSDAP. Ta se začala štěpit na pravicové křídlo oddané Hitlerovi a levicové křídlo reprezentované Röhmem a bratry Gregorem a Otto Strasserovými. Ztráta podpory vlivných kruhů a armády a rozkol strany by vedly určitě k pádu Hitlera, který by se nejspíš k moci již nikdy nedostal.
Na začátku června 1934 nemocný Hindenburg dal Hitlerovi ultimátum, že pokud neuklidní situaci v zemi (sužované násilím SA), vyhlásí stanné právo.

## Smrt
I když tlak na Hitlera, aby se zbavil Röhma a pacifikoval SA, byl velký, Hitler se dlouho nedokázal odhodlat zakročit proti svému starému spolubojovníkovi a kamarádovi. Mnohokrát na Röhma naléhal, aby upustil od své „druhé revoluce“. Když ale viděl, že odmítá ustoupit, rozhodl se pod vlivem Hermanna Göringa a Heinricha Himmlera, kteří odstraněním Röhma sledovali vlastní cíle, udeřit.
Nakonec byl Röhm zavražděn bez soudu během čistky v SA, nazývané Noc dlouhých nožů, která proběhla na konci června roku 1934. Osobně jej „zatkl“ samotný Adolf Hitler v Bad Wiessee, kde se konal sjezd vůdců SA. Brzy ráno 30. června byl Röhm vytažen z postele, kde spal se svým partnerem, a ihned byl převezen do vězení Stadelheim v Mnichově. Zatímco zatýkání a vraždění všech (i potenciálních) odpůrců během Noci dlouhých nožů pokračovalo, Hitler opět váhal s rozhodnutím o konečném Röhmově osudu. Nakonec nařídil, aby mu do cely přinesli revolver.
Jakmile Röhm dostal do rukou zbraň, zeptal se: „To mi posílá Adolf? Jestli mě chce zabít, tak ať to udělá sám! Chci zemřít jako moji přátelé, chci dostat kulku do břicha, slyšíte?!“ Theodor Eicke, vyšší důstojník SS odpověděl: „Radím vám, abyste si to rozmyslel.“ „NE!“ vykřikl Röhm a hodil po odcházejícím Eickovi cihlu. To Eickeho naštvalo a mávl rukou na svého pobočníka, rovněž důstojníka SS, Michaela Lipperta, který vytáhl pistoli a Röhma střelil. Ten vzdechl „Můj vůdce...“ a klesl k zemi. Pohřben byl na hřbitově Westfriedhof v Mnichově.

## Röhmova homosexualita
Ernst Röhm se netajil svou homosexualitou a pro jeho blízký vztah s Hitlerem na počátku 30. let se občas spekulovalo i o sexuální orientaci samotného Hitlera. Nebylo tajemstvím, že se Röhm rád obklopoval mladými důstojníky SA, a také se tvrdilo, že homosexuály v SA protežoval, například Karla Ernsta – bývalého vyhazovače v nočním gay klubu – nebo Edmunda Heinese.
Bylo paradoxem, že navenek vystupovala NSDAP proti homosexuálům a později je nacistický režim pronásledoval. Nebylo to však v Německu nic nového, homosexualita byla trestná podle paragrafu 175 trestního zákoníku od roku 1871.
Hitler Röhmovu homosexualitu po nějakou dobu toleroval. Později ji však využil k politickému „vysvětlení“ zákroku proti němu.

## Vyznamenání
- Bavorský vojenský záslužný kříž, IV. třída s meči
- Železný kříž, II. třída
- Železný kříž, I. třída (1916)
- Odznak za zranění, ve stříbře (1918)

Údaje použity z: anglická Wikipedie - Ernst Röhm/Decorations and awards